# Simone Pasqua
Simone Pasqua (ur. 17 albo 18 listopada 1492 w Taggii, zm. 4 września 1565 w Rzymie) – włoski kardynał.

## Życiorys
Urodził się 17 albo 18 listopada 1492 roku w Taggii, jako syn Galeazza Pasqui i Pellegriny Stelli. Studiował medycynę, filozofię i teologię, a następnie został klerykiem w Genui i ambasadorem Republiki Genui przy Stolicy Piotrowej, a także osobistym lekarzem Piusa IV. 14 lutego 1561 roku został wybrany biskupem Luni. 12 marca 1565 roku został kreowany kardynałem prezbiterem i otrzymał kościół tytularny S. Sabina. Zmarł 4 września 1565 roku w Rzymie.